# Assureira (Castro Laboreiro)

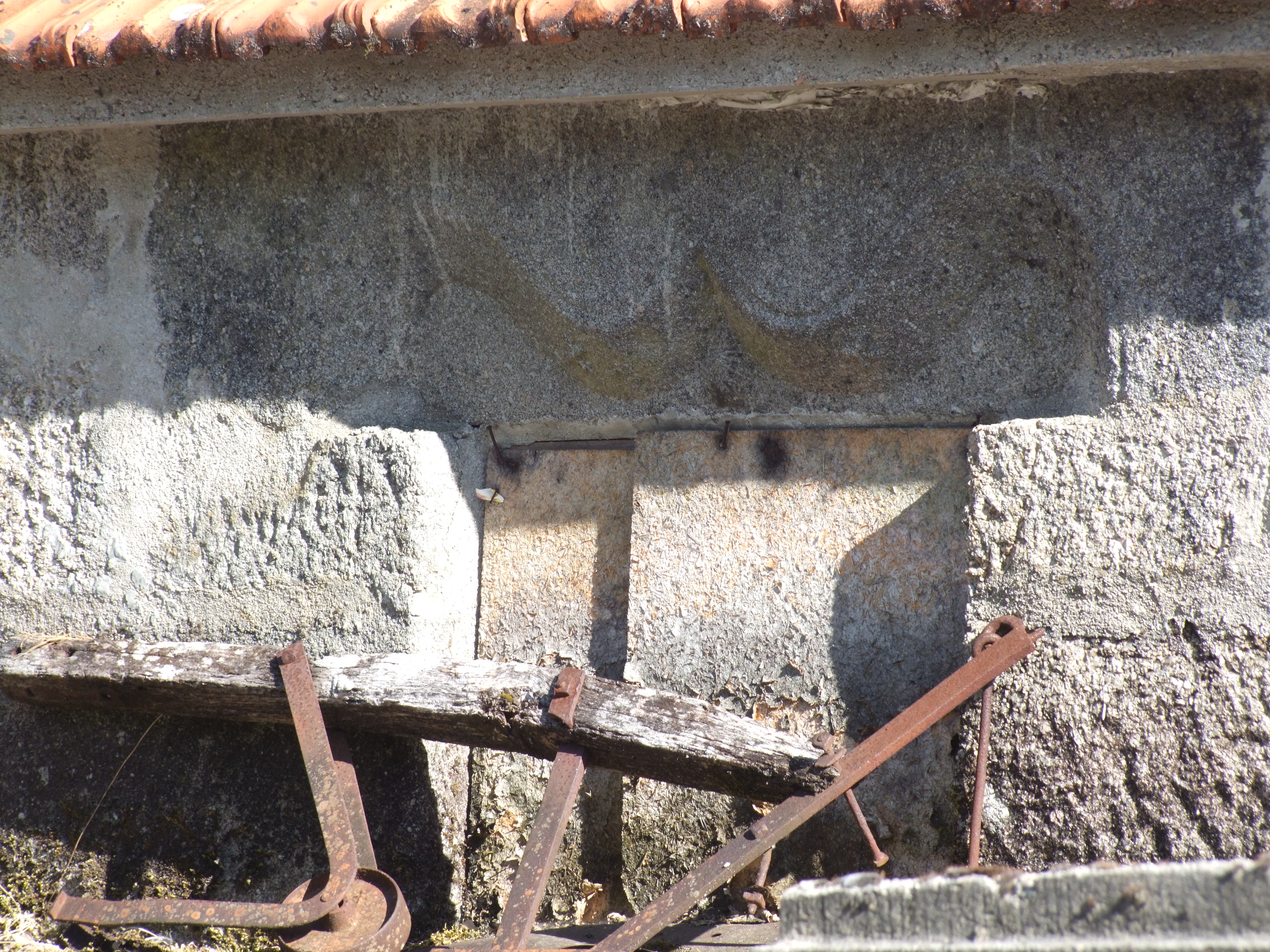
Assureira: lintel manuelino.

Assureira é uma inverneira situada próximo de Castro Laboreiro, na atual Freguesia de Castro Laboreiro e Lamas de Mouro, localizada na margem direita do rio Castro Laboreiro, junto da principal estrada que liga às inverneiras.

## Padieiraeentablamentomanuelinos
Atravessando o lugar para sul, numa casa em silhares de granito, 42° 00′ 06,54″ N, 8° 09′ 58,93″ O, descobre-se sobre uma janela virada a norte esta padieira manuelina geminada, decorada com uma vieira e duas estrelas em alto relevo. Numa casa fronteira, encontra-se ainda integrado na parede, um pequeno fragmento de entablamento com boleados. Julga-se que estes elementos terão feito parte da primitiva capela de São Brás do século XVI tendo sido integrados nas casas de habitação, já no século XX. São os únicos vestígios de estilo manuelino referenciados na freguesia.

## Barragem da Assureira
Em 28 de setembro de 2007 foi colocada em consulta pública a proposta de construção de uma barragem sobre o rio Castro Laboreiro, nas imediações de Assureira, incluída no Programa Nacional de Barragens com Elevado Potencial Hidroeléctrico (PNBEPH), programa para o qual acabou por não ter sido seleccionada . A esse projecto opuseram-se vários cidadãos e o Movimento Contra a Pretensão de Construir a Barragem da Assureira, de onde fazia parte o Núcleo de Estudos e Pesquisa dos Montes Laboreiro (NEPML).

## Acesso
Partindo de Castro Laboreiro pela estrada que liga a Ribeiro de Baixo (CM1160), sair à direita ao km 2.9 logo a seguir à capela de São Brás e à ponte da Assureira. Após cerca de 140 m de caminho empedrado encontra-se o centro do lugar.